# W Motors Fenyr SuperSport
El Fenyr SuperSport es un automóvil superdeportivo de origen libanés de producción limitada construido por W Motors, una empresa con sede en los Emiratos Árabes Unidos. Fue presentado en el Salón del Automóvil de Dubái de 2015. Su nombre, "Fenyr", proviene de la palabra Fenrir, que era un monstruoso lobo hijo del dios Loki, según la antigua mitología nórdica.
Originalmente, se planeó que su producción fuera de hasta 25 unidades por año, un aumento drástico de la limitada producción total de solamente siete ejemplares de su predecesor. Sin embargo, esto luego se cambió a un total de 100 vehículos, incluyendo 10 ediciones de lanzamiento.

## Especificaciones
Está hecho enteramente de fibra de carbono y chasis de aluminio de baja densidad, lo que ayuda a la reducción de peso. También cuenta con un alerón trasero activo que está dividido en tres partes, así, cada parte del alerón es independiente y se puede aprovechar mejor la fuerza aerodinámica a altas velocidades.

### Motorización
Está equipado con un motor bóxer de seis cilindros de 3746 cm³ (3,7 L; 228,6 plg³), con un diámetro x carrera de 102 x 76,4 mm (4,02 x 3,01 pulgadas) y aspiración biturbo con intercoolers independientes, desarrollado por Ruf Automobile. Cuenta con un sistema de lubricación por cárter seco, refrigeración líquida, doble (DOHC) árbol de levas a la cabeza y cuatro válvulas por cilindro (24 en total), alimentado por inyección directa de gasolina. Desarrolla una potencia máxima de 596 kW (810 CV; 799 HP) a las 7100 rpm y 980 N·m (723 lb·pie) de par máximo a las 4000 rpm. El bóxer está montado longitudinalmente en disposición central-trasera.

### Transmisión
Está equipado con la caja de cambios de doble embrague PDK de siete velocidades proveniente de Porsche. Esta se combina con un diferencial de deslizamiento limitado, montada transversalmente en la parte trasera del vehículo, transfiriendo la potencia a las ruedas traseras.

### Suspensión
Utiliza una suspensión MacPherson en el eje delantero; y una suspensión multibrazo con bobina horizontal sobre amortiguadores en el eje trasero. Las barras estabilizadoras también se instalan en ambos ejes.

### Ruedas y neumáticos
Está equipado con rines de aluminio forjado, cuyo diámetro es de ZR 19 pulgadas (48,3 cm) en la parte delantera y de ZR 20 pulgadas (50,8 cm) en la trasera. Utiliza neumáticos Pirelli P Zero de medidas 255/35 en la parte delantera y 335/30 en la trasera. Tiene frenos de disco ventilados de compuesto cerámico, con un diámetro de 420 mm (16,5 pulgadas) cada uno, que utilizan pinzas de aluminio de seis pistones en la parte delantera y trasera. Asimismo, cuenta con ABS Bosch 8.0, control de tracción (ASR) y reparto electrónico de frenada (EBD).

## Características interiores

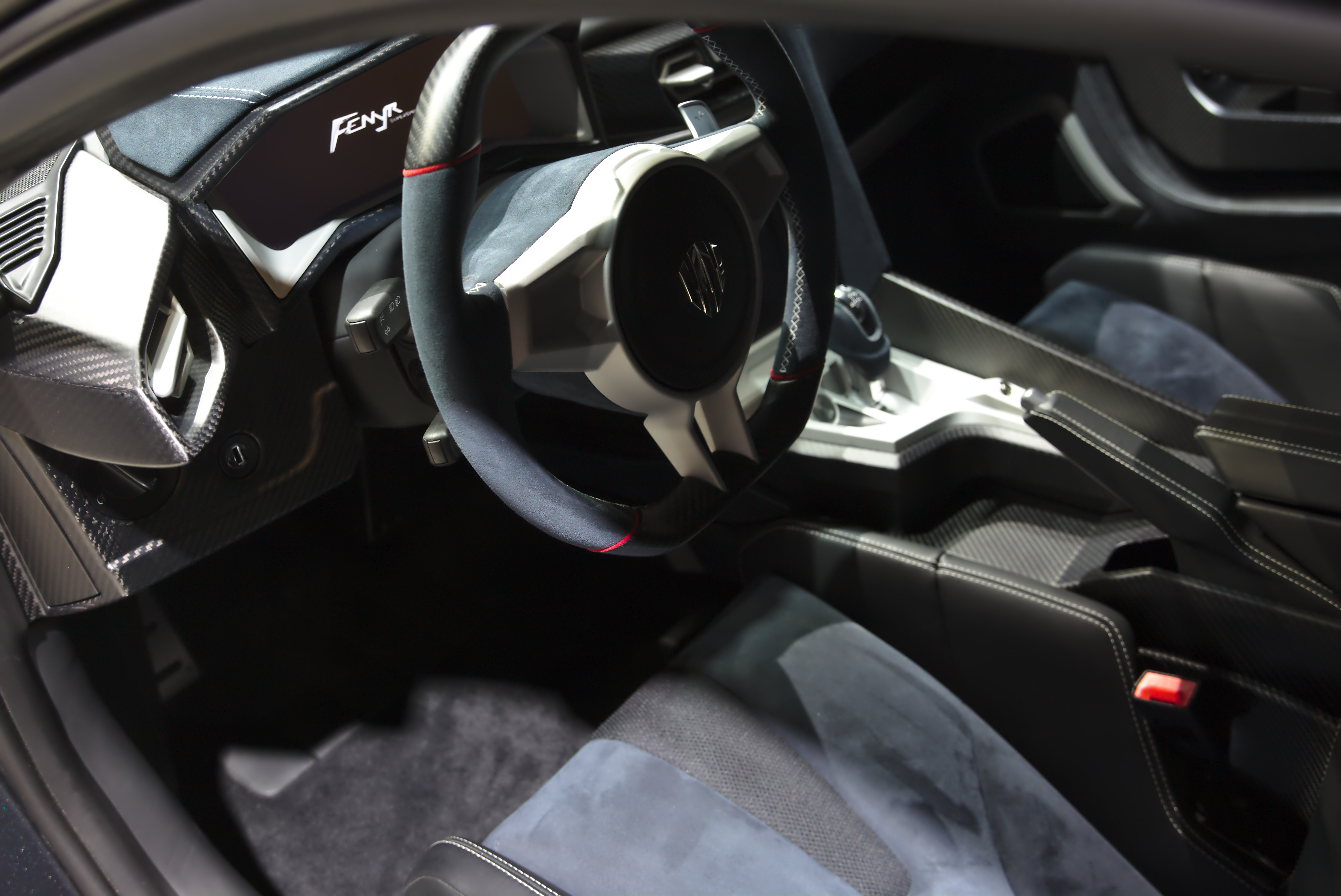
Interior en el Salón del Automóvil de Ginebra de 2018

El interior presenta un panel de instrumentos y una consola central terminados en fibra de carbono y alcantara. El sistema de información y entretenimiento incluye una pantalla en el tablero de 12,3 pulgadas (31,2 cm), una pantalla central de 10,4 pulgadas (26,4 cm) y otra pantalla de 7,8 pulgadas (19,8 cm) para controles interiores en el lado del pasajero. También tiene un enrutador 3G y una aplicación móvil para una mejor conectividad Bluetooth y monitoreo remoto de datos, bolsas de aire frontales de dos etapas para el conductor y el pasajero, espejos exteriores eléctricos, control de climatización automático, computadora de viaje, sistema de navegación vía satélite, sistema de alarma e inmobilizador, cierre de puertas centralizado y apertura de la cajuela a control remoto, sensores de estacionamiento delanteros y traseros, cámara de reversa y sistema de sonido de alta calidad.

## Desempeño
El fabricante afirma que el coche puede desarrollar una velocidad máxima de 400 km/h (249 mph) (dependiendo de las relaciones de la caja de cambios), así como un tiempo de aceleración de 0 a 100 km/h (0 a 62 mph) de 2.7 segundos. Esto es al menos 5 km/h (3,1 mph) más rápido y 0.1 segundos más rápido que las cifras logradas por el Lykan HyperSport, respectivamente, así como menos tiempo que un Lamborghini Veneno y con seis cilindros menos que este último. Además de ser capaz de acelerar de 0 a 200 km/h (0 a 124 mph) en 9.4 segundos.
Sus emisiones de CO2 son de 311 g (11,0 onzas)/km y está dentro de la categoría de eficiencia "G".

## Ventas

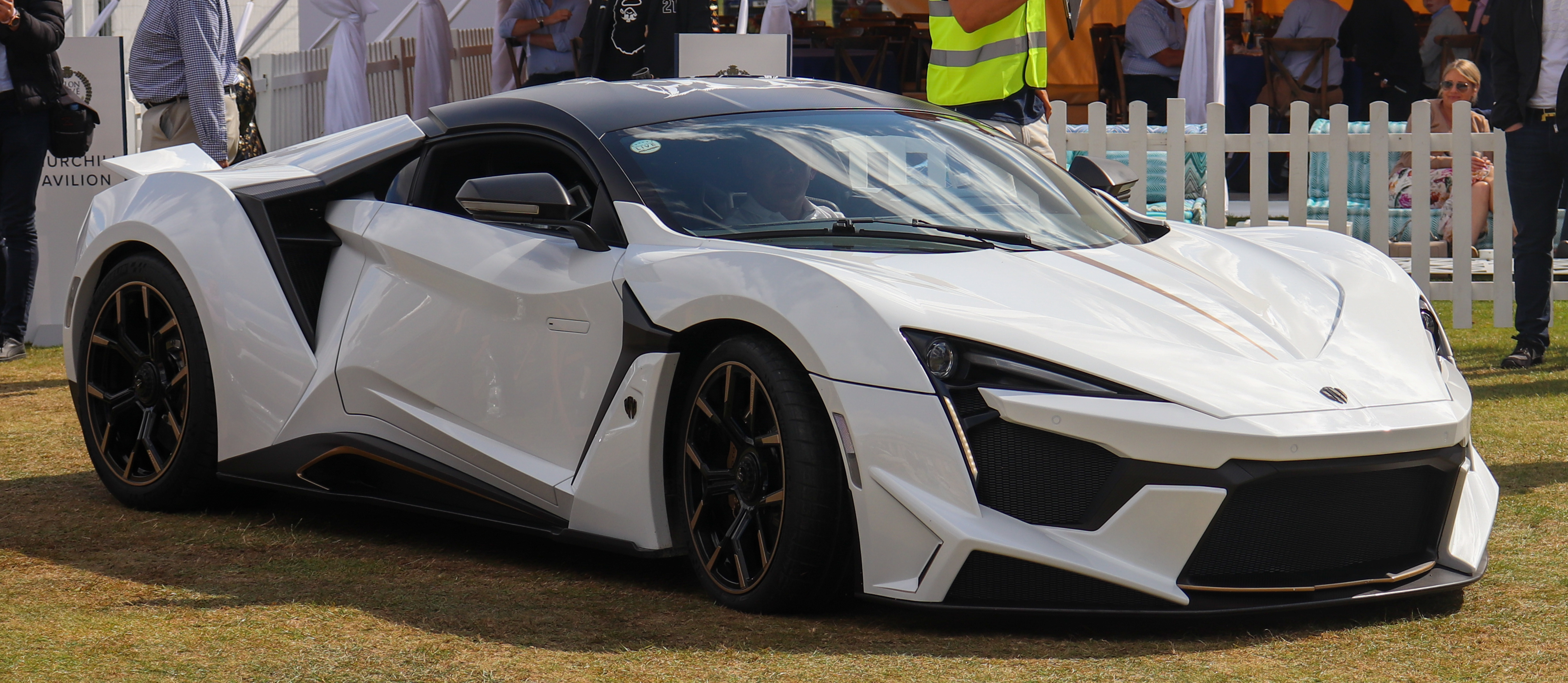
3.8 de 2018

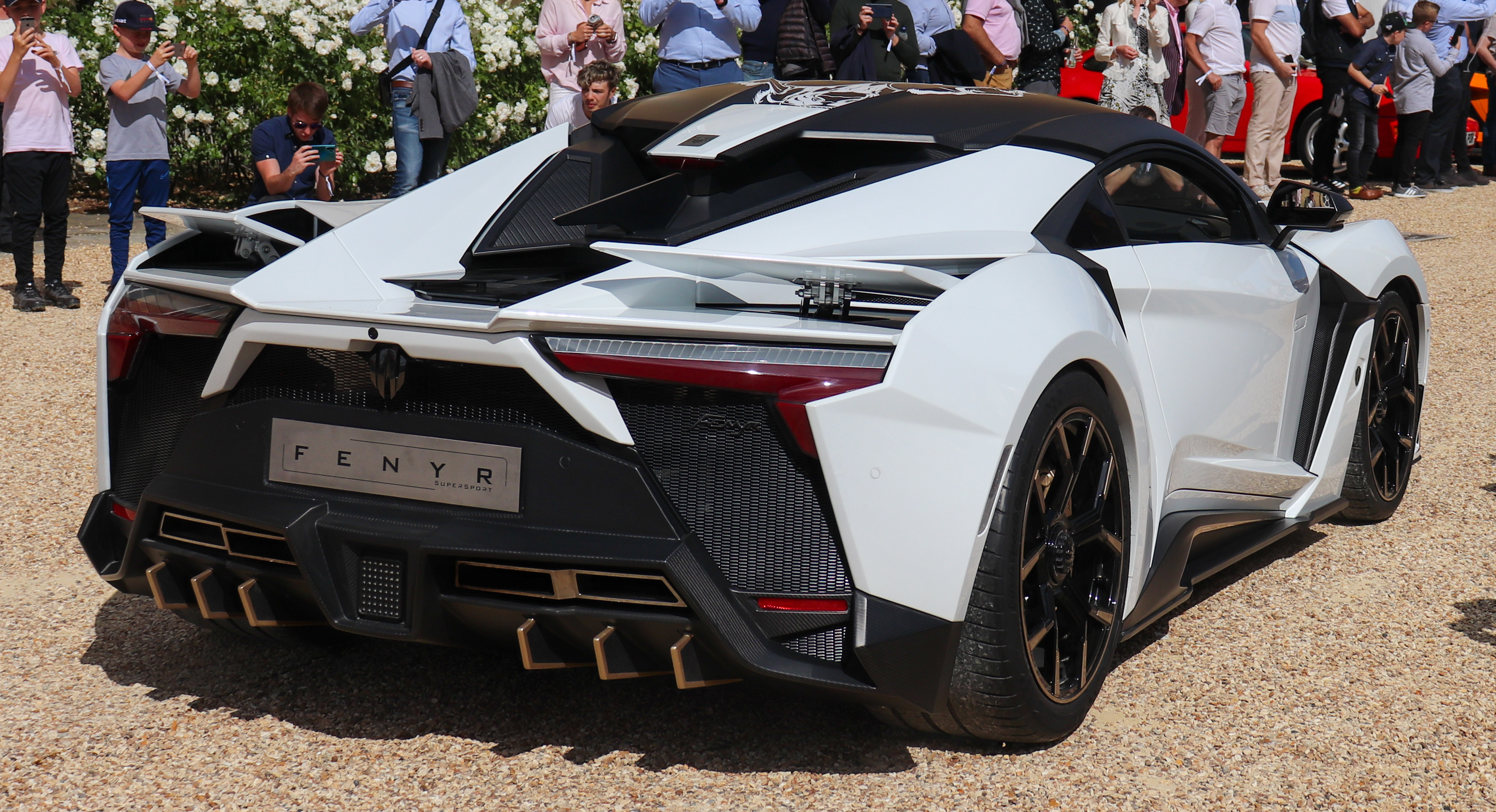
Vista trasera

Inicialmente, se planeó que el Fenyr tuviera un límite de producción de 25 vehículos por año, aunque luego se redujo a 100 vehículos, además de 10 ediciones de lanzamiento.
Como ya sucedía con el Lykan Hypersport, el principal mercado de W Motors sería Oriente Medio, por lo que parece bastante difícil ver al Fenyr Supersport recibir homologación para su venta en Europa o Estados Unidos; y estaría al alcance de unos cuantos afortunados, ya que costaría aproximadamente 3 400 000 €.
El 31 de julio de 2019, W Motors anunció a través de las redes sociales que las últimas cinco ediciones de lanzamiento ya habían sido vendidas a un empresario anónimo japonés. Fuentes de noticias y el propio fabricante, revelaron más tarde al comprador como Tetsumi Shinchi.
Varias fuentes también señalaron que las ediciones de lanzamiento de Shinchi debutarían en el "Mega Supercar Motor Show" en 2021.
En enero de 2020, en el inicio de la nueva fábrica, el fabricante reveló que las primeras nueve ediciones de lanzamiento ya se habían entregado y que otro lote de aproximadamente 60 unidades estaba en producción.